# Acacia thomsonii
Acacia thomsonii é uma espécie de leguminosa do gênero Acacia, pertencente à família Fabaceae.